# Talladega Superspeedway
Talladega Superspeedway és un autòdrom construït sobre un antic aeròdrom a la ciutat de Talladega a l'estat d'Alabama als Estats Units, 70 km a l'est de la ciutat de Birmingham. És un triòval de 2,66 milles (4.280 metres) d'extensió, el més llarg del món entre els usats en competicions de velocitat per a autos.
L'autodrom amb forma oval va ser inaugurat amb una carrera de la NASCAR Cup Series al setembre de 1969. Fou construït sota el comandament del fundador de la NASCAR, William France Sr., qui deu anys abans havia inaugurat el seu primer oval, Daytona. Des de 1970, la NASCAR Cup Series té dues competicions de 500 milles (800 km) de durada a Talladega. La primera se celebra a final d'abril o principi de maig. Ha estat una de les quatre principals carreres del certamen. La segona, que forma part de la "Caça per la Copa", solia disputar-se a la fi de juliol o principis d'agost. A causa de les altes temperatures a la pista, el 1997 la carrera va ser moguda per a principis d'octubre. Per al 2009, va ser moguda més enllà, quedant a finals d'octubre o principis de novembre.
Les altres dues divisions nacionals de la NASCAR van tardar diverses dècades a córrer en Talladega. La NASCAR Nationwide Series ho fa des de 1992: primer amb una carrera de 500 km (312 milles), després de 300 milles (480 km) entre 1998 i 2001, i després novament 312 milles a causa d'un acord publicitari. Per la seua banda, la NASCAR Truck Series disputa des de la temporada 2006 una carrera de 250 milles (400 km) com telonera de la Cup Series a l'octubre.
El circuit té una capacitat per a uns 175.000 espectadors, i té la particularitat que l'eixida del carrer de boxes està a pocs metres de la línia de meta. A causa del generós ample de la pista, és habitual que quatre o cinc pilots circulen en paral·lel.
A finals de la dècada de 1990 i principis de la dècada de 2000, els automòbils de la Cup Series solien superar els 320 km/h de velocitat terme mitjà en Talladega. Durant una sessió d'entrenaments al juny de 2004, el pilot Rusty Wallace abastà acabar una volta en 44.270 segons, a un terme mitjà de 216,309 mph (348,041 km/h). Des de fa dues dècades, els automòbils que participen en les divisions nacionals de NASCAR en Talladega i Daytona han d'utilitzar plaques restrictives en les preses d'aire, per a reduir la potència dels motors i, per tant, l'acceleració i velocitat màxima. El detonant d'aquestes mesures va ser un accident de Bobby Allison en la cursa de cotxes primaveral de 1987, en el qual es va rebentar una de les seues llandes i el vehicle eixí volant i arrencà part de la malla que protegeix als espectadors, deixant a diversos d'ells ferits (alguns van arribar a perdre algun dels seus ulls).

## Guanyadors recents
| Any  | Cup Series (primavera) | Cup Series (primavera) | Cup Series (estiu)  | Cup Series (estiu)  | Busch Series       | Truck Series |
| Any  | Pilot                  | Marca                  | Pilot               | Marca               | Pilot              | Pilot        |
| ---- | ---------------------- | ---------------------- | ------------------- | ------------------- | ------------------ | ------------ |
| 1990 | Dale Earnhardt         | Chevrolet              | Dale Earnhardt      | Chevrolet           | -                  | -            |
| 1991 | Harry Gant             | Oldsmobile             | Dale Earnhardt      | Chevrolet           | -                  | -            |
| 1992 | Davey Allison          | Ford                   | Ernie Irvan         | Chevrolet           | Ernie Irvan        | -            |
| 1993 | Ernie Irvan            | Chevrolet              | Dale Earnhardt      | Chevrolet           | Dale Earnhardt     | -            |
| 1994 | Dale Earnhardt         | Chevrolet              | Jimmy Spencer       | Ford                | Ken Schrader       | -            |
| 1995 | Mark Martin            | Ford                   | Sterling Marlin     | Chevrolet           | Chad Little        | -            |
| 1996 | Sterling Marlin        | Chevrolet              | Jeff Gordon         | Chevrolet           | Greg Sacks         | -            |
| Any  | Cup Series (primavera) | Cup Series (primavera) | Cup Series (tardor) | Cup Series (tardor) | Busch Series       | Truck Series |
| 1997 | Mark Martin            | Ford                   | Terry Labonte       | Chevrolet           | Mark Martin        | -            |
| 1998 | Bobby Labonte          | Pontiac                | Dale Jarrett        | Ford                | Joe Nemechek       | -            |
| 1999 | Dale Earnhardt         | Chevrolet              | Dale Earnhardt      | Chevrolet           | -                  | -            |
| 2000 | Jeff Gordon            | Chevrolet              | Dale Earnhardt      | Chevrolet           | Terry Labonte      | -            |
| 2001 | Bobby Hamilton         | Chevrolet              | Dale Earnhardt Jr.  | Chevrolet           | Joe Nemechek       | -            |
| 2002 | Dale Earnhardt Jr.     | Chevrolet              | Dale Earnhardt Jr.  | Chevrolet           | Jason Keller       | -            |
| 2003 | Dale Earnhardt Jr.     | Chevrolet              | Michael Waltrip     | Chevrolet           | Dale Earnhardt Jr. | -            |
| 2004 | Jeff Gordon            | Chevrolet              | Dale Earnhardt Jr   | Chevrolet           | -                  | -            |
| 2005 | Jeff Gordon            | Chevrolet              | Dale Jarrett        | Ford                | Martin Truex Jr.   | -            |
| 2006 | Jimmie Johnson         | Chevrolet              | Brian Vickers       | Chevrolet           | Martin Truex Jr.   | Mark Martin  |
| 2007 | Jeff Gordon            | Chevrolet              | Jeff Gordon         | Chevrolet           | Bobby Labonte      | Todd Bodine  |
| 2008 | Kyle Busch             | Toyota                 | Tony Stewart        | Toyota              | Tony Stewart       | Todd Bodine  |
| 2009 | Brad Keselowski        | Chevrolet              | Jamie McMurray      | Ford                | David Ragan        | Kyle Busch   |
| 2010 | Kevin Harvick          | Chevrolet              |                     |                     | Brad Keselowski    |              |